# Malacky
Malacky (niem. Malatzka, węg. Malacka) – miasto powiatowe na Słowacji, w kraju bratysławskim, na północ od Bratysławy, położone w centrum południowej części Niziny Zahorskiej. 17 357 mieszkańców (31 grudnia 2016). Miasto zajmuje powierzchnię 27,17 km². Centrum miasta znajduje się na wysokości 159 m n.p.m. Pierwsza wzmianka o miejscowości pochodzi z 1231 roku. W mieście rozwinął się przemysł maszynowy, skórzany oraz spirytusowy.
W mieście znajduje się stacja kolejowa Malacky.

## Topografia
Położone w Europie Środkowej. Na zachód od miasta przepływa rzeka Morawa, na wschód rozciągają się Małe Karpaty.

### Części miejscowości
Mestečko, Riadok, Na Aleji, Dolný Koniec, Domky, Padzelek, Juh, Naftárska štvrť, Mravenisko, Vinohrádok, Táborisko. Riadok dzieli się jeszcze na Písniky, Džbankáreň, Rakáreň. Mestečko obejmuje całe centrum od głównego skrzyżowania aż po dolny kościół oraz od ulicy 1 Mája aż po Hviezdoslavov.

## Demografia

### Narodowości i grupy etniczne
- Słowacy – 96,65 %
- Czesi – 1,58 %
- Węgrzy – 0,41 %
- Romowie – 0,14 %
- Niemcy – 0,04 %

### Wyznania religijne
- Katolicy – 71,46%
- Ateiści – 21,15%
- Protestanci – 1,40%
- Grekokatolicy – 0,19%
- Prawosławni – 0,14%

## Miasta partnerskie
- Albertirsa
- Gaggiano
- Gänserndorf
- Szarvas
- Veselí nad Moravou
- Żnin